# Carles Crestar Penas
Carles Crestar Penas fou un polític balear, diputat a les Corts Espanyoles durant la restauració borbònica. En 1878 va substituir Tomás Rodríguez Rubí, elegit diputat pel districte de Palma pel Partit Conservador a les eleccions generals espanyoles de 1876. Després ell mateix fou elegit diputat a les eleccions generals espanyoles de 1879.